# Tennis in the Land 2023
Il Tennis in the Land 2023 è un torneo di tennis femminile giocato su campi in cemento  SportMaster. È la 3ª edizione dell'evento. Appartiene alla categoria WTA 250 nell'ambito del WTA Tour 2023. Il torneo si svolge presso il Jacobs Pavilion dal 20 al 26 agosto 2023.

## Partecipanti al singolare

### Teste di serie
| Nazionalità | Giocatrice             | Ranking* | Testa di serie |
| ----------- | ---------------------- | -------- | -------------- |
| Francia     | Caroline Garcia        | 6        | 1              |
| Rep. Ceca   | Barbora Krejčíková     | 11       | 2              |
|             | Veronika Kudermetova   | 16       | 3              |
|             | Ekaterina Aleksandrova | 21       | 4              |
| Ucraina     | Anhelina Kalinina      | 28       | 5              |
| Italia      | Elisabetta Cocciaretto | 30       | 6              |
| Egitto      | Mayar Sherif           | 33       | 7              |
|             | Anna Blinkova          | 37       | 8              |
| Stati Uniti | Sloane Stephens        | 38       | 9              |
| Romania     | Irina-Camelia Begu     | 39       | 10             |
| Italia      | Jasmine Paolini        | 41       | 11             |

* Ranking al 14 agosto 2023.

### Altre partecipanti
Le seguenti giocatrici hanno ricevuto una wild card per il tabellone principale:
- Leylah Fernandez
- Caroline Garcia
- Veronika Kudermetova
- Venus Williams

La seguente giocatrice è entrata in tabellone come alternate usando il ranking protetto:
- Patricia Maria Țig

Le seguenti giocatrici sono passate dalle qualificazioni:

- Clara Burel
- Magdalena Fręch
- Nadia Podoroska
- Aljaksandra Sasnovič
- Wang Xinyu
- Wang Xiyu

Le seguenti giocatrici sono entrata in tabellone come lucky loser:
- Tamara Korpatsch
- Sara Sorribes Tormo
- Clara Tauson
- Martina Trevisan

### Ritiri
Prima del torneo
- Paula Badosa → sostituita da  Julia Grabher
- Irina-Camelia Begu → sostituita da  Martina Trevisan
- Elisabetta Cocciaretto → sostituita da  Tamara Korpatsch
- Julija Putinceva → sostituita da  Patricia Maria Țig
- Ljudmila Samsonova → sostituita da  Linda Nosková
- Mayar Sherif → sostituita da  Clara Tauson
- Venus Williams → sostituita da  Sara Sorribes Tormo
- Zhang Shuai → sostituita da  Julija Putinceva

## Partecipanti al doppio
| Nazione     | Giocatrice               | Nazione       | Giocatrice         | Ranking* | Testa di serie |
| ----------- | ------------------------ | ------------- | ------------------ | -------- | -------------- |
| Rep. Ceca   | Barbora Krejčíková       | Rep. Ceca     | Kateřina Siniaková | 3        | 1              |
| Stati Uniti | Nicole Melichar-Martinez | Australia     | Ellen Perez        | 23       | 2              |
| Giappone    | Shūko Aoyama             | Giappone      | Ena Shibahara      | 28       | 3              |
| Kazakistan  | Anna Danilina            | Taipei cinese | Hsieh Su-wei       | 36       | 4              |

* Ranking al 14 agosto 2023.

### Altre partecipanti
La seguente coppia ha ricevuto una wildcard per il tabellone principale:
- Ekaterina Aleksandrova /  Aljaksandra Sasnovič
- Dalayna Hewitt /  Jamie Loeb

## Campionesse

### Singolare
Sara Sorribes Tormo ha sconfitto in finale  Ekaterina Aleksandrova con il punteggio di 3-6, 6-4, 6-4.
- É il secondo titolo in carriera per Sorribes Tormo, il primo della stagione e dopo oltre due anni.

### Doppio
Miyu Katō /  Aldila Sutjiadi hanno sconfitto in finale  Nicole Melichar-Martinez /  Ellen Perez con il punteggio di 6-4, 6(4)-7, [10-8].